# Fort Frederick (Acadie)
Le Fort Frederick était une fortification britannique construite pendant la guerre de Sept Ans, dont les vestiges sont situés près de l'ancien emplacement du Fort Charnisay. Il a été construit pendant la campagne du fleuve Saint-Jean en 1758. Il fut l'un des trois forts importants (avec le fort Halifax et le fort Pownall) que les Britanniques ont construit sur les grands fleuves dans le nord-est afin de couper aux Amérindiens l'accès à l'océan via les voies navigables que constituaient la Kennebec, le Penobscot et le fleuve Saint-Jean.

## Histoire
Le 13 septembre 1758, Robert Monckton et une force de soldats réguliers et de rangers ont quitté Halifax et sont arrivés à l'embouchure du fleuve Saint-Jean une semaine plus tard. Ils ont établi une nouvelle base d'opérations en reconstruisant le Fort Menagoueche, qui avait été détruit en 1755, et qu'ils ont rebaptisé Fort Frederick. L'établissement du Fort Frederick a permis aux Britanniques de couper les communications et les marchandises entre les villages le long du fleuve Saint-Jean et le large. Le fort Frederick a été mis hors service l'année suivante.

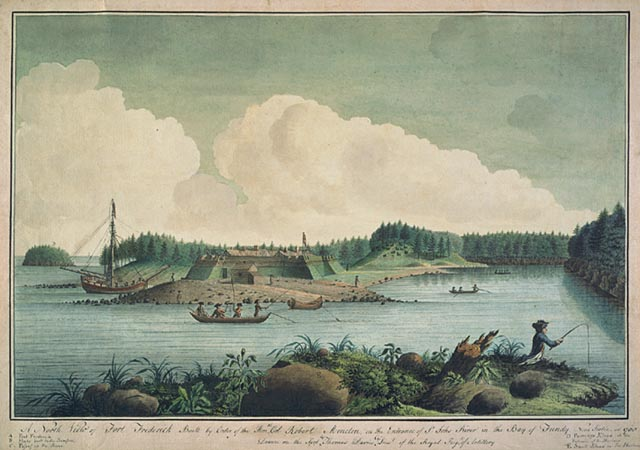
La construction du fort Frederick par Thomas Davies.